# Wibaux
Wibaux város az USA Montana államában, Wibaux megyében, melynek megyeszékhelye is. Lakosainak száma 462 fő (2020. április 1.).

## Népesség
A település népességének változása:

| 2010 | 589 |
| 2020 | 462 |